# Je ne me tairai pas
Je ne me tairai pas (Ich werde nicht schweigen) est un téléfilm allemand réalisé par Esther Gronenborn, sorti en 2017, basé sur des faits historiques.

## Synopsis
L'actrice Nadja Uhl y joue le rôle de Margarethe Oelkers, une veuve de guerre qui découvre après guerre un scandale caché, celui de la mort de handicapés dans un hôpital psychiatrique durant la deuxième guerre mondiale faute de soins et de nourritures,.

## Fiche technique
- Réalisation : Esther Gronenborn
- Scénario : Esther Gronenborn et Sönke Lars Neuwöhner
- Production : Nordfilm GmbH, Mia Film, ZDF, ARTE
- Productrice : Kerstin Ramcke
- Image : Birgit Gudjonsdottir
- Montage : Sabine Brose
- Musique : Gert Wilden Jr.

## Distribution
- Nadja Uhl (V.F. : Micky Sébastian) : Margarete Oelckers
- Janina Fautz (V.F. : Émilie Rault) : Antje Eversen
- Eleonore Weisgerber : Erna Trauernicht
- Rudolf Kovalski (V.F. : Gabriel Le Doze) : Dr. Paul Ahrens
- Mathias Lier (V.F. : Loïc Guingand) : Dr. Jürgensen
- Marek Harloff : Dr. Gruner
- Katja Flint (V.F. : Brigitte Virtudes) : Frau Ahrens
- Barbara Philipp (V.F. : Véronique Augereau) : Frau Schröder

Source et légende : Version française (V.F.) selon le carton de doublage d'Arte.